# Bílé Podolí

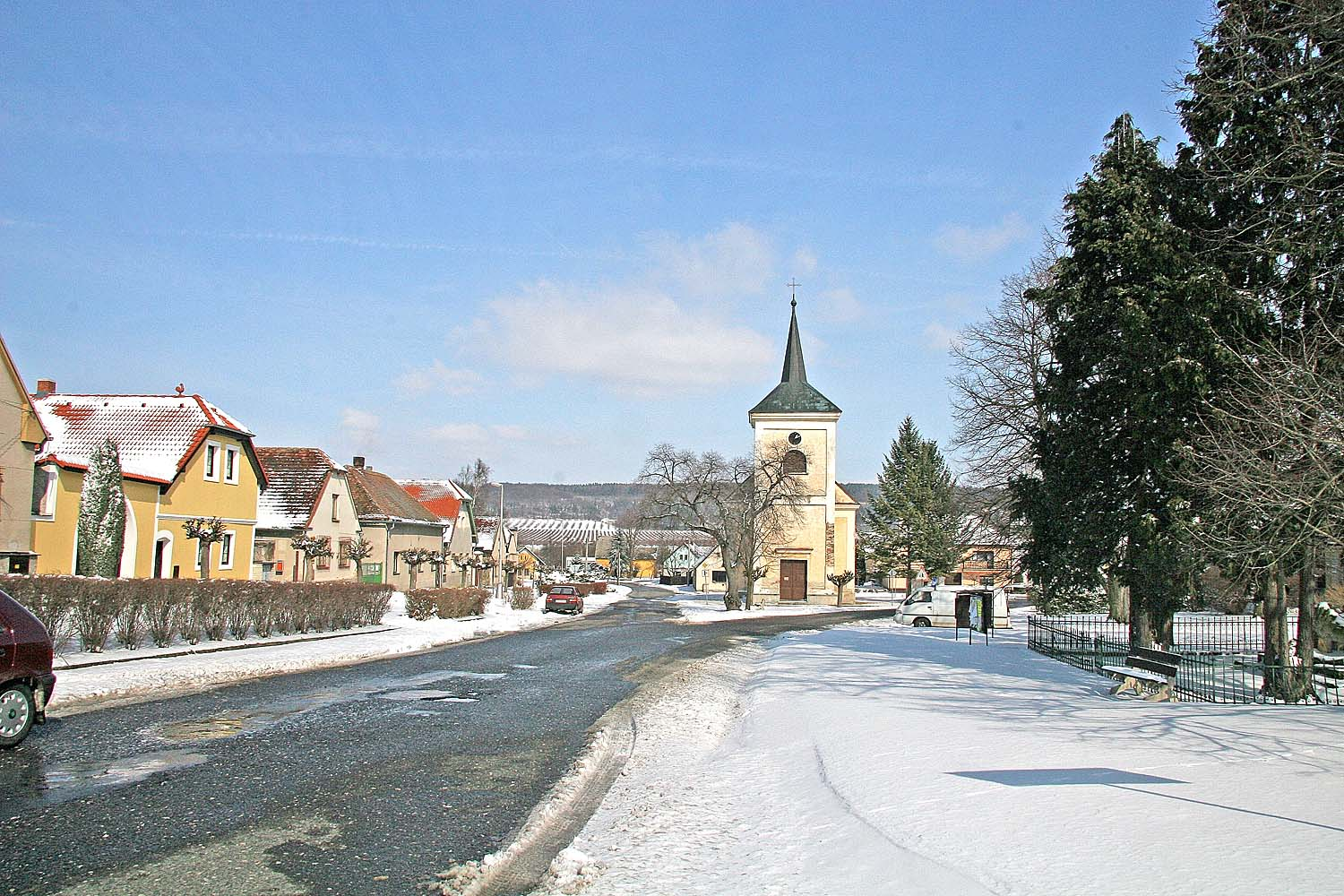
Blick auf den Marktplatz

Bílé Podolí (deutsch: Weißpodol, früher Podol) ist eine Minderstadt im Okres Kutná Hora in der Mittelböhmische Region in  Tschechien. Sie liegt etwa acht Kilometer nordöstlich von Čáslav.

## Geographie
Bílé Podolí befindet sich westlich des Eisengebirges (Železné hory) in der Doubravaebene. Durch den Ort fließt die  Čertovka. Nördlich erhebt sich die Velká Ruda (327 m n.m.).
Nachbarorte sind Morašice, Krasnice und Litošice im Norden, Vápenka und Obícka im Nordosten, Semtěš, Turkovice und Bumbalka im Osten, Podhořany u Ronova und Starkoč im Südosten, Vinice im Süden, Zbyslav, Výčapy und Vlačice im Südwesten, Zaříčany im Westen sowie Borek, Svobodná Ves, Brambory und Koukalka im Nordwesten.

## Geschichte
Die erste schriftliche Erwähnung des Ortes erfolgte am 16. Mai 1307 in der Gründungsurkunde der Stadt Ronov nad Doubravou, in der Ulrich von Lichtenburg den Richter von Podol um eine Unterstützung bat. Im Laufe der Zeit wurde der Ort als Podolz (1393), Podol, Podoltz, Podoll (1713), Weiß-Podol (1787), Polz bezeichnet. 1687 wurde Bílé Podolí zum Städtchen erhoben. Bílé Podolí war der Herrschaft Žehušice untertänig.
Im Jahre 1840 bestand der Markt Weiß-Podol bzw. Bily Podoly aus 96 Häusern, in denen 681 Personen lebten. Haupterwerbsquelle bildete die Landwirtschaft; im Ort wurden einige Gewerbe, darunter eine Salpetersiederei betrieben. Die ärmsten Bewohner lebten von der Wollspinnerei. Unter herrschaftlichem Patronat stand die Filialkirche zum hl. Wenzel. Im Ort gab es ein Rathaus. Es wurden vier Jahrmärkte abgehalten. Nach Weiß-Podol konskribiert war die aus 10 Häusern bestehende Ansiedlung Kaukalka (Koukalka) bei Brambor. Pfarrort war Zbislau.
Nach der Aufhebung der Patrimonialherrschaften bildete Bílé Podolí eine Marktgemeinde im Gerichtsbezirk Časlau. Ab 1868 gehörte der Markt zum Bezirk Časlau.
Im Zuge der Gebietsreform von 1960 wurde der Okres Čáslav aufgehoben; Bílé Podolí wurde dem Okres Kutná Hora zugeordnet.
1961 wurden Brambory, Lovčice, Starkoč und Zaříčany eingemeindet. Brambory und Starkoč lösten sich 1990 wieder los, seitdem ist das Gemeindegebiet zweigeteilt.

## Gemeindegliederung
Die Minderstadt Bílé Podolí besteht aus den Ortsteilen Bílé Podolí, Lovčice und Zaříčany, die zugleich auch Katastralbezirke bilden. Der nördliche Teil des Kernortes ist die Siedlung Pazderna.

## Sehenswürdigkeiten
- Rathaus
- Kirche des hl. Wenzel, sie wurde unter Joseph Mathias von Thun und Hohenstein neu erbaut.